# Pecten chazaliei
Pecten chazaliei är en musselart som beskrevs av Philippe Dautzenberg 1900. Pecten chazaliei ingår i släktet Pecten och familjen kammusslor. Inga underarter finns listade i Catalogue of Life.